# Ustrój polityczny Nowej Zelandii
Nowa Zelandia – monarchia konstytucyjna o statusie Commonwealth realm. Jej ustrój polityczny wzorowany jest na brytyjskim, choć występują pewne istotne różnice, np. jednoizbowość parlamentu.

## Historia
Nie licząc przedkolonialnych struktur maoryskich, pierwszy formalny organizm polityczny powstał w Nowej Zelandii w 1841 i miał status brytyjskiej kolonii. Początkowo cała władza spoczywała w rękach brytyjskiego gubernatora, jednak już w 1852 powstały złożone z osadników władze autonomiczne na szczeblu centralnym i prowincjonalnym. W 1907 Nowa Zelandia uzyskała status dominium brytyjskiego. W 1931 Statut Westminsterski przyznał wszystkim dominiom suwerenność, jednak za formalną datę pełnej niepodległości Nowej Zelandii uznaje się dopiero rok 1947, kiedy to jej władze ratyfikowały statut.

## Konstytucja
Podobnie jak wiele państw Wspólnoty Narodów, Nowa Zelandia nie ma spisanej konstytucji. Na jej dorobek konstytucyjny składa się szereg dokumentów m.in. traktat z Waitangi, wiele ustaw przyjmowanych przez parlamenty nowozelandzki i brytyjski oraz liczne zwyczaje konstytucyjne. W 1986 najważniejsze normy zostały zebrane w ustawie konstytucyjnej (Constitution Act). Nie ma ona jednak statusu oficjalnej konstytucji, zaś jej rola jest bardziej zbliżona do kodeksu – ma katalogować i porządkować to, co od dawna i tak obowiązuje.

## Władza ustawodawcza

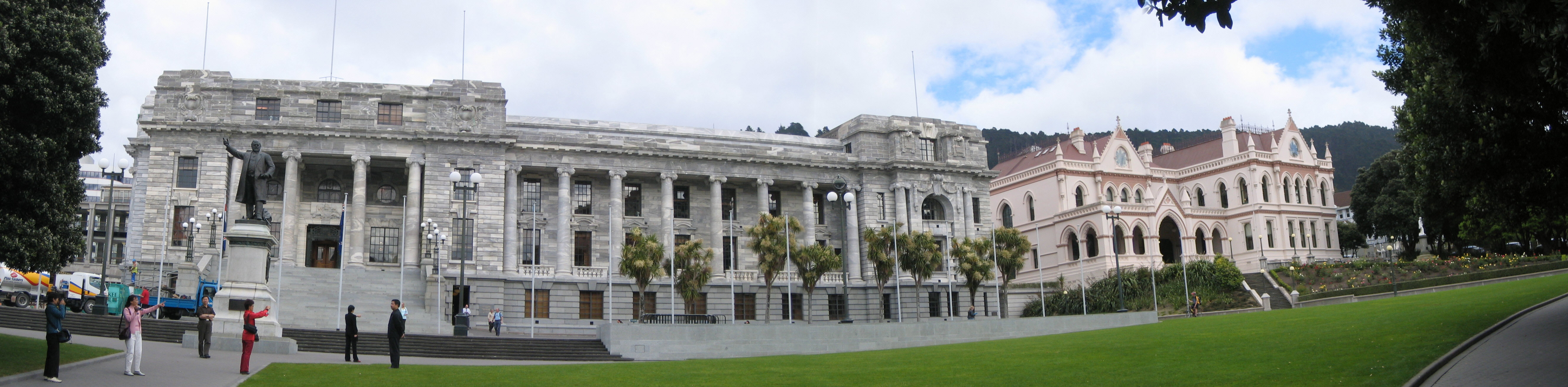
Budynki Parlamentu Nowej Zelandii

Historycznie Nowa Zelandia miała dwuizbowy parlament: wybieralną Izbę Reprezentantów i pochodzącą z nominacji Radę Legislacyjną. W 1951 Rada została zlikwidowana i od tego czasu parlament jest jednoizbowy.
Izba Reprezentantów wybierana jest z użyciem ordynacji mieszanej, zbliżonej do tej, którą w Europie stosuje się m.in. w Niemczech. Jej nominalna liczba członków wynosi sto dwadzieścia osób, jednak ze względu na specyfikę systemu wyborczego, liczba deputowanych w poszczególnych kadencjach może wahać się o kilka osób w obie strony. Kadencja trwa trzy lata, z możliwością rozpisania przedterminowych wyborów przez gubernatora generalnego na wniosek premiera.
Czynne prawo wyborcze mają wszyscy obywatele, którzy ukończyli osiemnaście lat. W 1893 Nowa Zelandia jako pierwsza na świecie zrównała w swoim prawie wyborczym status kobiet i mężczyzn.

## Władza wykonawcza

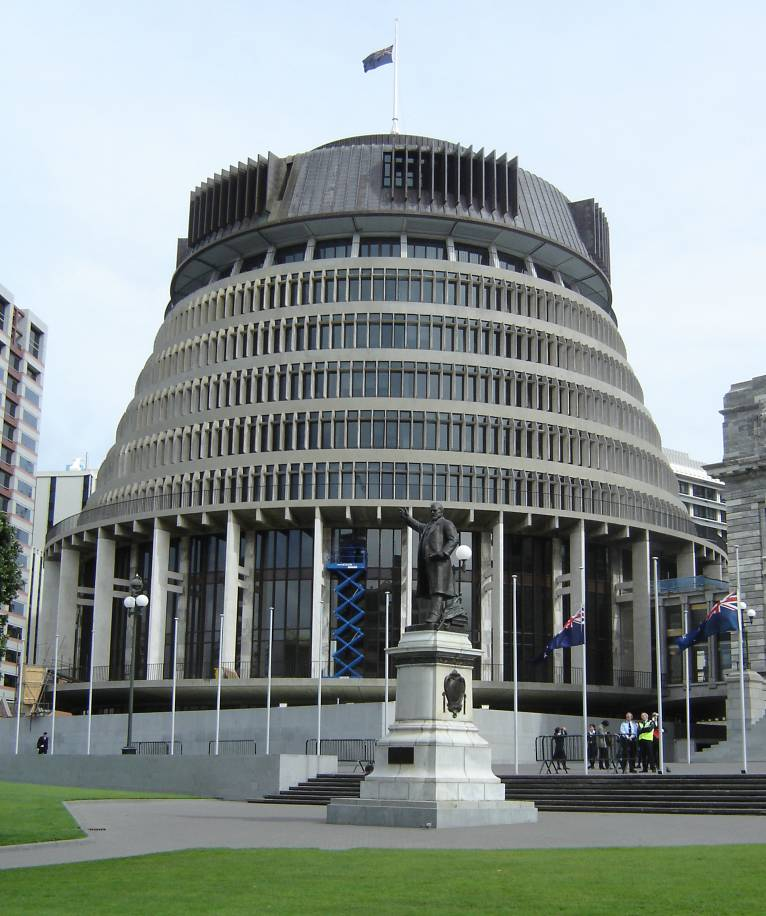
„Pszczeli ul” – siedziba Rządu Nowej Zelandii

### Monarcha
Nowa Zelandia pozostaje w unii personalnej z Wielką Brytanią. Od czasu wstąpienia na tron Elżbiety II obowiązuje specjalna ustawa, która przewiduje, że choć monarchą Nowej Zelandii jest każdy kolejny monarcha brytyjski, to jednak formalnie urząd królowej Nowej Zelandii (lub potencjalnie króla) jest zupełnie niezależny od urzędu królowej (króla) Wielkiej Brytanii. Stąd też w odniesieniu do Nowej Zelandii Elżbieta II używa wyłącznie tytułu królowej tego kraju. Na co dzień kompetencje królewskie wykonuje w Nowej Zelandii jej gubernator generalny, mianowany przez królową na wniosek premiera Nowej Zelandii. Ma on prawo m.in. nadawania orderów i odznaczeń, powoływania i odwoływania premiera (choć w praktyce jest nim automatycznie lider największej partii parlamentarnej) oraz skracania kadencji parlamentu (ale tylko na wniosek premiera).

### Premier i gabinet
Premier Nowej Zelandii jest oficjalnie powoływany i odwoływany przez gubernatora generalnego, działającego w imieniu królowej, jednak w praktyce premierem zostaje zawsze lider partii mającej w danej chwili najwięcej miejsc w parlamencie. Ze względu na odmienny od brytyjskiego system wyborczy, w Nowej Zelandii zdarzają się rządy koalicyjne. Wszyscy członkowie gabinetu muszą posiadać mandaty parlamentarne. Istnieje również obradująca pod przewodnictwem gubernatora generalnego instytucja Rady Wykonawczej, będąca odpowiednikiem brytyjskiej Tajnej Rady. W praktyce skład Gabinetu i Rady zwykle pokrywa się w znacznym stopniu. Formalnie rozporządzenia (orders-in-council) wydawane są nie przez Gabinet, a właśnie przez Radę.

## Władza sądownicza
System sądowniczy Nowej Zelandii jest oparty na modelu brytyjskim. Najważniejszą różnicą jest najwyższa instancja odwoławcza – od 2004 jest nią Sąd Najwyższy Nowej Zelandii (Supreme Court, co należy odróżnić od działającego znacznie wcześniej High Court, również tłumaczonego na polski jako „Sąd Najwyższy”). Sędziowie powoływani są przez gubernatora generalnego na wniosek (w zależności od szczebla) premiera, prokuratora generalnego, jego zastępcy lub prezesa Sądu Najwyższego. Za źródła prawa i podstawę orzekania uznaje się akty parlamentu Nowej Zelandii, niektóre akty parlamentu brytyjskiego sprzed 1947 oraz common law.

## Samorząd terytorialny
Nowa Zelandia jest państwem unitarnym, zaś wszelkie kompetencje organów samorządu terytorialnego wynikają z decyzji parlamentu. Samorząd jest dwustopniowy. Najniższy szczebel stanowią siedemdziesiąt cztery tzw. władze terytorialne, z których szesnaście ma status miast, zaś pięćdziesiąt siedem – dystryktów. Drugi szczebel to szesnaście regionów. Wyspy Chatham mają specjalny status – ich władze łączą w sobie kompetencje obu szczebli (uznawane są jednak za jedną z 74 władz terytorialnych).